# 5538 Luichewoo
5538 Luichewoo eller 1964 TU2 är en asteroid i huvudbältet som upptäcktes den 9 oktober 1964 av Purple Mountain-observatoriet i Nanjing, Kina. Den är uppkallad efter Lui Che-woo.
Den tillhör asteroidgruppen Flora.